# Hyles multicolor
Hyles multicolor är en fjärilsart som beskrevs av Wladasch. 1931. Hyles multicolor ingår i släktet Hyles och familjen svärmare. Inga underarter finns listade i Catalogue of Life.